# Felipe Braun
Felipe Braun Valenzuela (Ciudad de México, 3 de diciembre de 1970) es un actor chileno de cine, teatro y televisión, que también ha incursionado en la dirección teatral, la producción, gestión cultural, gastronomía y la ganadería.

## Biografía
Braun nació en México y pasó su infancia en Perú, lo que se explica por el carácter del trabajo de sus padres, «que requería que ellos viajaran constantemente por Latinoamérica». La familia regresó a Chile en 1979. 
Estudió en el Instituto de Comunicación Social Mónica Herrera, donde se tituló de técnico publicista; luego siguió teatro en la Academia de Gustavo Meza. Asistió también a cursos en el extranjero, como a los de dirección en el Instituto del Teatro de Barcelona, y a diversos talleres relacionados con el quehacer audiovisual, incluido uno de guion en la Escuela de Cine San Antonio de los Baños en Cuba. En 2006 ingresó a la Escuela de Cine de Chile a estudiar documental.

## Carrera
Debutó en las teleseries en 1994 interpretando a un joven escolar que integra la plantilla Sub-17 del equipo de fútbol Colo-Colo en Rompecorazón, y desde entonces su presencia en este género ha sido constante. Uno de sus papeles más aplaudidos ha sido el de Ariel Mercader, un médico homosexual en Machos (Canal 13, 2003).
Como actor en el género cinematográfico comenzó en 1997 en el cortometraje de Marco Enríquez-Ominami 10.7: El caso de Monserrat de Amesti (guion de Alberto Fuguet y Rafael Gumucio); en el 2000 participó en otro corto, Smog, de Sebastián Lelio y  Marialy Rivas, y en su primer largometraje, Monos con navaja, una película de Stanley Gonczanski basada en la obra teatral Munchile (1998) de Rodrigo Achondo. Después ha actuado en varios filmes interpretando diversos papeles, incluido el principal en Oscuro iluminado, de Miguel Ángel Vidaurre (2008). 
En teatro, protagonizó con Antonia Zegers A mi manera (2003), obra dirigida por Achondo que narra la historia de un secuestro; también participó en la reposición, en 2005, de Rojas Magallanes, pieza del mismo director. En Charly Tango interpretó a Polo, un empresario turístico ciego. Braun es asimismo director y como tal montó en 2002 Fragmentos de una carta de despedida leída por geólogos, de Normand Chaurette (presentada en el Museo de Historia Natural con Mariana Loyola y Luciano Cruz-Coke) y La señorita Julia, de August Strindberg (Teatro Municipal de Santiago, con Ximena Rivas y Cruz-Coke). Como gestor cultural, fundó en 2001 con este último actor el Teatro Lastarria 90, conocido como L90, centro cultural donde se han montado una serie de obras teatrales y ha apoyado el desarrollo de varias películas a través del concurso de cine digital. 
En 2011, volvió al teatro como protagonista de The pillowman, de Martin McDonagh, dirigida por Willy Semler, pieza en la que desempaña el papel de Katurian, autor de macabros cuentos.
Después de separarse «desapareció de la escena nacional», se fue a vivir a Colombia, donde pasó año y medio, actuó en algunas series locales (como la segunda temporada de El capo o Vengadoras) y abrió una oficina de contenidos audiovisuales, L90, antes de regresar a Chile. En 2013, luego de 11 años, regresó a Televisión Nacional para protagonizar la telenovela Solamente Julia. Posteriormente, participó en Volver a amar, La Chúcara, El camionero, La colombiana y finalmente Amar a morir en 2019, la última telenovela de TVN. Asimismo, con Amar a Morir culminó su carrera en telenovelas y se retiró oficialmente el 14 de julio de 2020 durante una entrevista en la que anunció la decisión.

## Vida personal
Durante su etapa de formación teatral, Felipe Braun fue pareja de Francisca Merino, quien en 2017 reveló en televisión que su relación terminó debido a una infidelidad por parte de Braun. Braun mantuvo una relación con la actriz Amparo Noguera entre 1995 y 1999. Luego, entre 2001 y 2002, mantuvo una relación con la actriz Sigrid Alegría. En 2003 inició una relación con la actriz María Elena Swett, a quien conoció en el rodaje de Machos. Braun y Swett contrajeron matrimonio en 2006, y se separaron en abril de 2010.
Contrajo matrimonio con la arquitecta Sofía Schmidt en 2018 (con quién se había comprometido en 2013), ambos son padres de Juan Braun Schmidt, nacido en 2013, y de Agustín Braun Schmiedt, nacido en 2016. Actualmente, la familia Braun reside en Puerto Varas. 

### Escándalo mediático y acusación por abuso sexual
En 2011, los medios de espectáculos reavivaron el quiebre matrimonial entre Braun y María Elena Swett, revelando que fue causado por una infidelidad del actor con la actriz Begoña Basauri, ocurrida en abril de 2010, durante la fiesta de cumpleaños de Swett en Tunquén.  A lo largo de 2011, la cobertura mediática perjudicó la imagen pública y carrera profesional de Basauri, a quién responsabilizaban por el ruptura matrimonial, mientras que existían afirmaciones de testigos que aseguraban haber presenciado diversas agresiones por parte de Braun después del incidente.
En 2012, el chef Benjamín Cienfuegos, en defensa de Basauri, denunció públicamente a Felipe Braun por abuso sexual a través de una carta. Swett defendió a Braun de dichas acusaciones.En una entrevista con la revista Caras, Basauri añadió: "Se vulneró un límite cuando no estaba en condiciones". Braun optó por radicarse en Colombia. En 2020, Basauri reveló en una entrevista con Pancho Saavedra que había sido víctima de abuso sexual por parte de Felipe Braun, mientras se encontraba venerable debido al consumo de medicamentos y alcohol.

### Conflictos con periodistas
Felipe Braun ha optado por un estilo agresivo, irónico y soberbio ante las cámaras a partir del 2011. El 2014, Braun se enfrentó ante una joven periodista de Primer plano, lanzando su micrófono al interior de una propiedad, y también denigró su profesión. Su comportamiento violento fue fuertemente criticado por la prensa. Braun se ha visto envuelto en diversos episodios contra los periodistas de los programas de espectáculos. «Metería presos a cada uno de estos desgraciados», declaró en 2017.

## Filmografía

#### Cine
- 10.7: El caso de Monserrat de Amesti (1997, cortometraje de Marco Enríquez-Ominami)
- Juan Fariña (1999, de Marcelo Ferrari) como Teniente
- Smog (2000, corto de Sebastián Lelio y Marialy Rivas)
- Monos con navaja (2000, de Stanley Gonczanski) como Mario.
- Azul y blanco (2004, de Sebastián Araya), como Joven Político.
- Se arrienda (2005, de Alberto Fuguet) como Julián Balbo.
- Mi mejor enemigo (2005, de Alex Bowen) como Teniente Riquelme.
- Radio Corazón (2007, de Roberto Artiagoitia) como Cristián Covarrubias.
- Santos (2008, de Nicolás López) como Padre de Arturo.
- Oscuro iluminado (2008, de Miguel Ángel Vidaurre) como Miguel

## Televisión
| Año  | Título            | Papel               | Canal               |
| ---- | ----------------- | ------------------- | ------------------- |
| 1994 | Rompecorazón      | Renato Castro       | Televisión Nacional |
| 1995 | Estúpido cupido   | Daniel Meza         | Televisión Nacional |
| 1995 | Juegos de fuego   | Cristóbal Spencer   | Televisión Nacional |
| 1996 | Sucupira          | Cristián López      | Televisión Nacional |
| 1997 | Oro verde         | Nicolás Moraga      | Televisión Nacional |
| 1998 | Iorana            | Rafael Balbontín    | Televisión Nacional |
| 1999 | La Fiera          | Tomás Martínez      | Televisión Nacional |
| 1999 | Aquelarre         | Gonzalo Guerra      | Televisión Nacional |
| 2001 | Amores de mercado | Rubén Cancino       | Televisión Nacional |
| 2002 | Purasangre        | Juan Estay          | Televisión Nacional |
| 2003 | Machos            | Ariel Mercader      | Canal 13            |
| 2004 | Tentación         | Gabriel Ortiz       | Canal 13            |
| 2005 | Gatas y tuercas   | Richard Zamorano    | Canal 13            |
| 2006 | Charly tango      | Polo Valdés         | Canal 13            |
| 2007 | Fortunato         | Pablo Manccini      | Mega                |
| 2011 | Inflitradas       | Horacio Leiva       | Chilevisión         |
| 2013 | Solamente Julia   | Emilio Ibáñez       | Televisión Nacional |
| 2014 | Volver a amar     | Franco Andrade      | Televisión Nacional |
| 2015 | La chúcara        | Vicente Correa      | Televisión Nacional |
| 2016 | El camionero      | Cristóbal Berenguer | Televisión Nacional |
| 2017 | La colombiana     | Pedro Watson        | Televisión Nacional |
| 2018 | Amar a morir      | Caco Vidal          | Televisión Nacional |

| Año  | Título                 | Personaje         | Canal               |
| ---- | ---------------------- | ----------------- | ------------------- |
| 1996 | La Buhardilla          | Ignacio Jaramillo | Televisión Nacional |
| 1997 | Las historias de Sussi | Joaquín           | Televisión Nacional |
| 2005 | Los simuladores        | Manuel Garrido    | Canal 13            |
| 2009 | Una pareja dispareja   | Óscar Vargas      | Televisión Nacional |
| 2016 | Un diablo con ángel    | Rubén Ávila       | Televisión Nacional |
| 2020 | S.O.S. Mamis           | José María        | Canal 13            |